# Средњобанатски управни округ
Средњобанатски управни округ се налази у североисточном делу Србије. Према подацима са последњег пописа 2022. године у округу је живело 157.711 становника Седиште округа је у граду Зрењанину.

## Територијална организација
Средњобантски управни округ обухвата један град (Зрењанин) и 4 општина.
| Грб                                   | Општина/град                 | Седиште    | Површина () | Становништво (2022) | Број насеља |
| ------------------------------------- | ---------------------------- | ---------- | ----------- | ------------------- | ----------- |
|                                       | Житиште                      | Житиште    | 525         | 13.412              | 12          |
|                                       | Зрењанин                     | Зрењанин   | 1.327       | 105.722             | 22          |
|                                       | Нова Црња                    | Нова Црња  | 273         | 8.147               | 6           |
|                                       | Нови Бечеј                   | Нови Бечеј | 609         | 19.886              | 4           |
|                                       | Сечањ                        | Сечањ      | 523         | 10.544              | 11          |
| Средњобанатски управни округ          | Средњобанатски управни округ | Зрењанин   | 3.257       | 157.711             | 55          |
| Извор: Републички завод за статистику |                              |            |             |                     |             |

- Општине Средњобанатског округа
- Општине Средњобанатског округа

## Етнички састав
| Етничка група | попис 2002. | попис 2002. | попис 2011. | попис 2011. |
| Етничка група | Број        | %           | Број        | %           |
| ------------- | ----------- | ----------- | ----------- | ----------- |
| Срби          |             | 72,33%      | 134.264     | 71,54%      |
| Мађари        |             | 13,35%      | 23.550      | 12,55%      |
| Роми          |             | 2,72%       | 7.267       | 3,87%       |
| Румуни        |             | 2,47%       | 4.214       | 2,24%       |
| Словаци       |             | 1,19%       | 2.135       | 1,14%       |

## Култура
По лепоти се истичу следеће грађевине: 
- православна Успенска црква из 1746. године
- римокатоличка катедрала из 1868. године
- реформаторска црква из 1891. године

## Привреда
Привреда Зрењанина је веома разноврсна: индустрија, пољопривреда, шумарство, грађевинарство и саобраћај.
Водећа грана је прехрамбена индустрија.